# Parafia św. Andrzeja Apostoła w Lasowicach Wielkich
Parafia św. Andrzeja Apostoła w Lasowicach Wielkich – parafia rzymskokatolicka w diecezji elbląskiej. Erygowana około roku 1350. Do parafii należą miejscowości: Gajewo, Tragamin, Kamienica, Lasowice Małe, Lasowice Wielkie, Martąg, Półmieście, Szawałd, Tereny te znajdują się w gminie Nowy Staw i gminie Malbork w powiecie malborskim, w województwie pomorskim. W Szawałdzie znajduje się kościół filialny pw. św. Katarzyny.
Pierwotny budynek kościoła w Lasowicach Wielkich został zbudowany w 1350 roku. Nową, murowaną, gotycką budowlę wzniesiono w roku 1610. W czasie wojny ze Szwecją został poważnie zniszczony (1626). Odbudowano go w mniejszych rozmiarach w latach 1647–1654, przebudowano w roku 1680. W 1682 roku nowy kościół konsekrował biskup Kazimierz Opaliński. W 1737 roku dokonano kolejnej rozbudowy. Po pożarze w 1811 roku przeprowadzono odbudowę trwającą do 1824 roku. Ostatnia przebudowa miała miejsce w 1896 roku. 13 września 1897 roku konsekrowano przebudowaną już świątynię. Kościół posiada 1 nawę, drewniany strop, 3 gotyckie ołtarze. W 1964 roku wykonano polichromię wnętrza. Proboszczem parafii od 1 października 2022 jest ks. Łukasz Golec. 

## Proboszczowie parafii św. Andrzeja Apostoła w Lasowicach Wielkich w XX wieku
| imię i nazwisko               | daty urzędowania |
| ----------------------------- | ---------------- |
| ks. Tadeusz Heinicke          | 1864–1901        |
| ks. Franciszek Steinke        | 1901–1902        |
| ks. Józef Knorr               | 1902–1935        |
| ks. Jan Mionskowski           | 1935–1961        |
| ks. Józef Łyp                 | 1961–1967        |
| ks. Tadeusz Hebel             | 1967–1979        |
| ks. Wiesław Rośniak           | 1979–1983        |
| ks. Janusz Piasecki           | 1983–1987        |
| ks. Czesław Nowaczyński       | 1987–1992        |
| ks. Zbigniew Bielecki         | 1992             |
| ks. Stanisław Cytrynowicz SVD | 1992–2022        |
| ks. dr Łukasz Golec           | od 2022          |